# 로르디

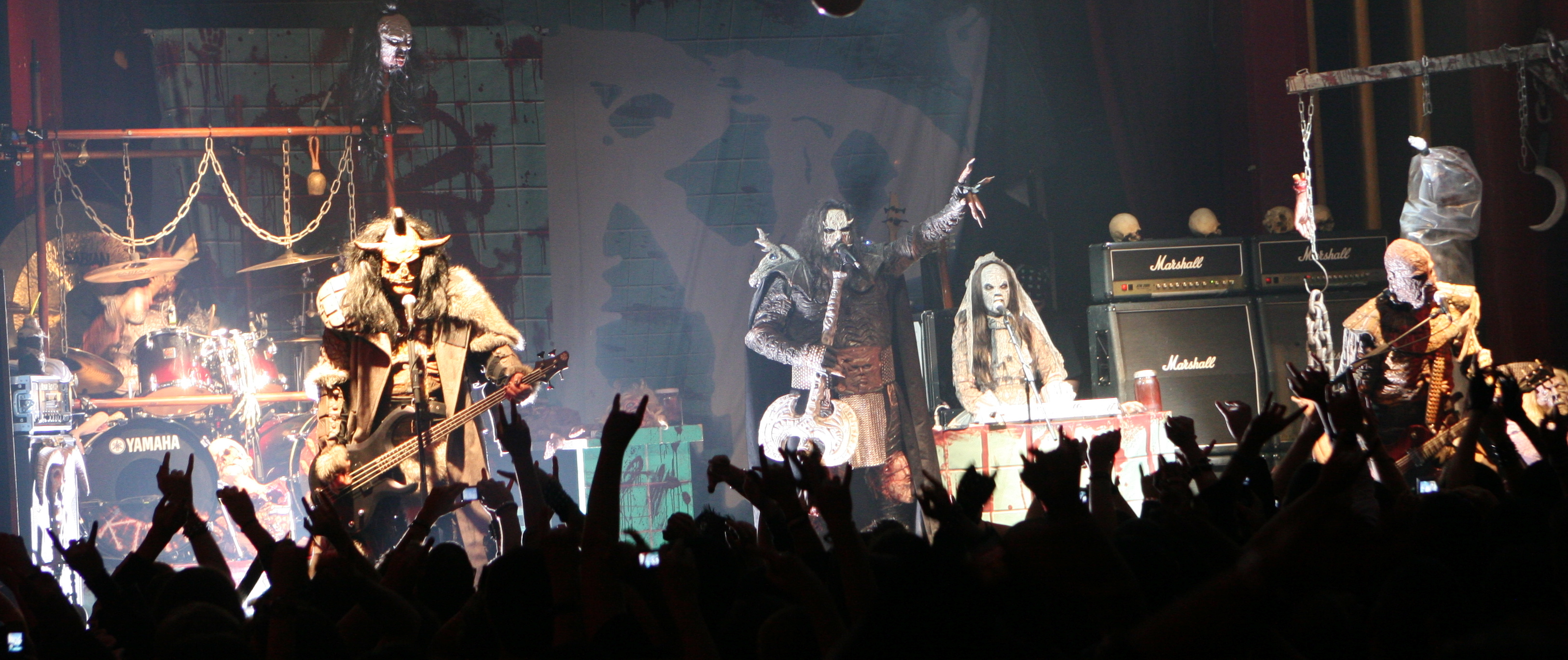
왼쪽에서부터 키타, 옥스, 미스터 로르디, 아와, 아멘

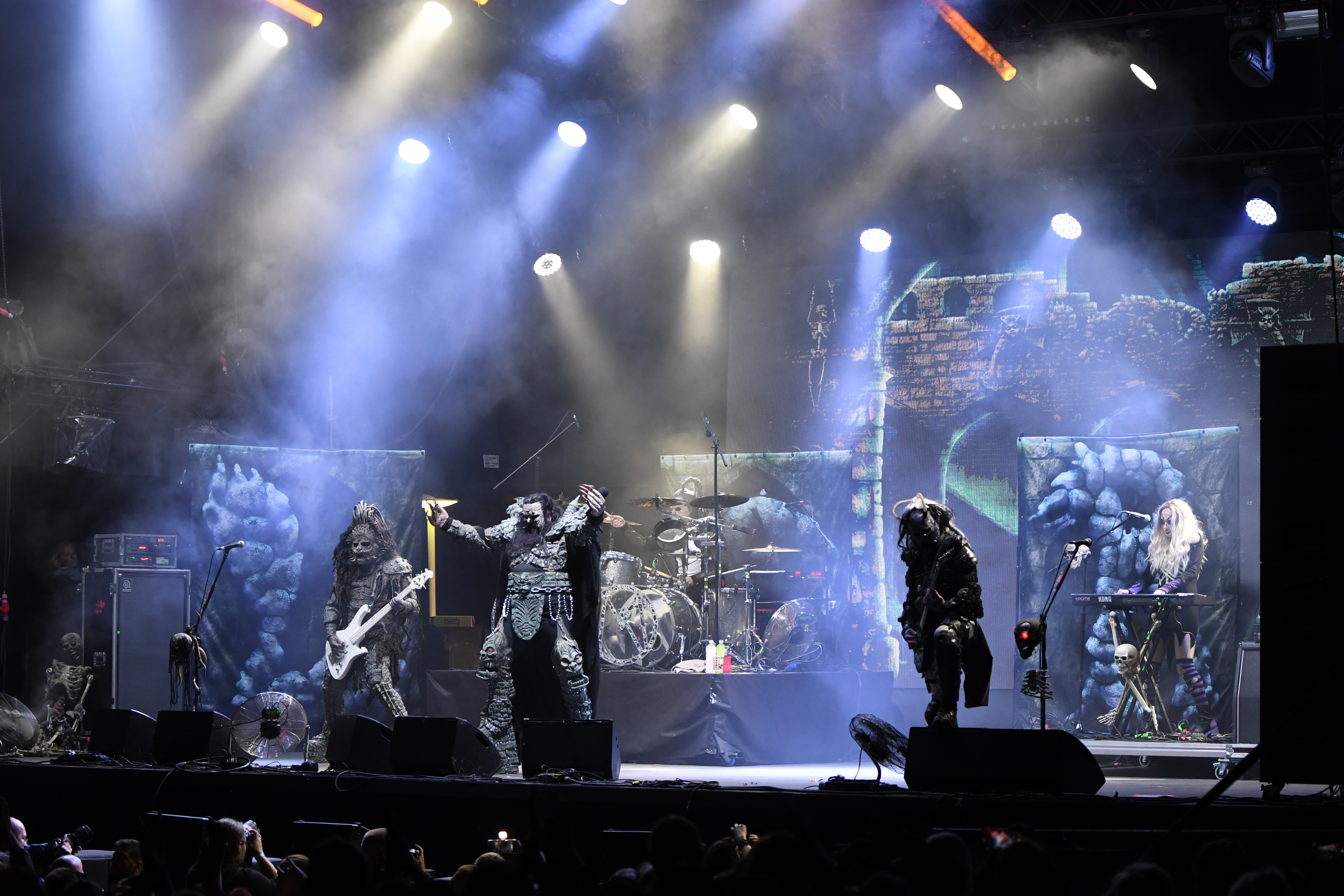
로르디 (2023년)

로르디(Lordi)는 1996년 밴드 가수 미스터 로르디가 결성한 핀란드의 하드 록/헤비 메탈 밴드이다. 로르디는 2006년에 유로비전 송 콘테스트에서 하드 록 할렐루야라는 곡으로 292점을 받으며 우승을 거머쥐었다.

## 음반 목록
- Get Heavy (2002)
- The Monsterican Dream (2004)
- The Arockalypse (2006)
- Deadache (2008)
- Babez for breakfast (2010)
- To Beast or Not To Beast (2013)
- Scare Force One (2014)
- Monstereophonic (2016)
- Sexorcism (2018)
- Killection (2020)
- Lordiversity (2021)
- Screem Writers Guild (2023)